# Pietro Rotari
Graf Pietro Antonio Rotari (* 30. September 1707 in Verona; † 31. August 1762 in Sankt Petersburg) war ein italienischer Maler. Er war in Italien, Wien, Dresden und als Hofmaler in Sankt Petersburg tätig, wo er vor allem für seine Porträts bekannt war.

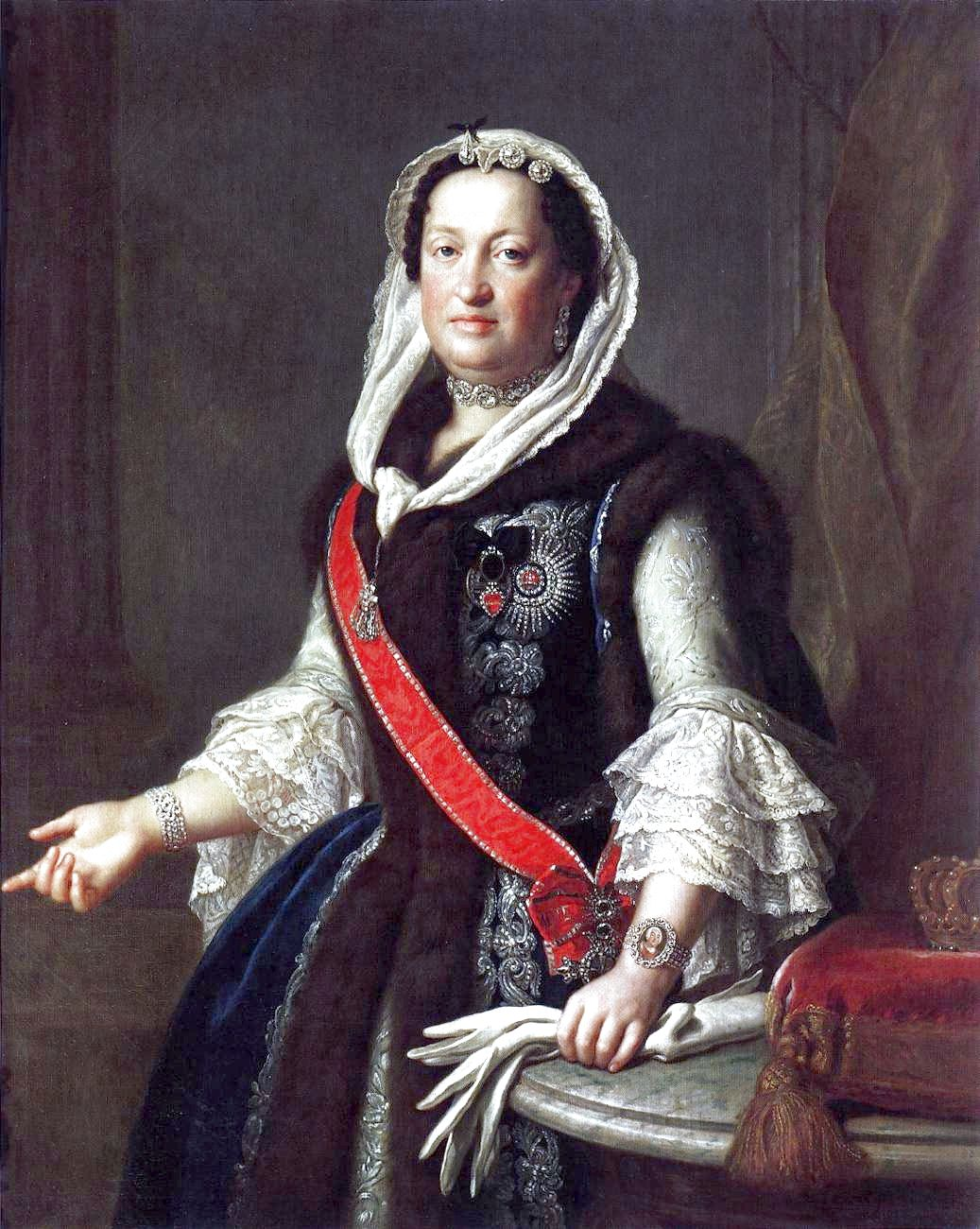
Königin Maria Josepha, Ehefrau von August III von Polen und Sachsen, in polnischem Kostüm. Porträt von Rotari 1755. Dresden, Gemäldegalerie

## Leben
Rotari wurde als Sohn des Arztes Sebastiano Rotari (1667–1742) und dessen Frau Anna (geborene Fracassi) in Verona geboren. Er studierte die Malerei zunächst nur zum Zeitvertreib. Als sein Lehrer Antonio Balestra (1666–1740) sein Talent erkannte, schlug er eine Karriere als Maler ein. Er war bis 1725 bei Balestra und ging dann zwei Jahre nach Venedig, wo er Gemälde von Tizian und Paolo Veronese kopierte. Ab 1728 war er in Rom bei Francesco Trevisani (1656–1746), wo er sich unter anderem dem Studium der Antike widmete. 1731 ging er nach Neapel zu Francesco Solimena (1657–1747), wo er bis 1734 blieb. Danach wohnte er wieder in Verona, wo er sich in einem eigenen Studio und mit einer eigenen Schule einen Ruf insbesondere als Maler religiöser Gemälde schuf. Besonders bekannt waren damals seine Verkündigung (L Annunciazione) in Guastalla und seine Geburt der Jungfrau in Padua, die Vier Märtyrer in Verona (1745, Ospedale di S.Giacomo). 1749 wurde ihm für seine Verdienste der Grafentitel (Conte) verliehen. Später ging er über Wien (um 1751) nach Dresden (1752 oder 1753), wo er ein begehrter Maler am Hof des sächsischen Kurfürsten und polnischen Königs August III war. In Dresden wurde er mit zwei großen (über 4,50 m Höhe) Altartafeln für die Katholische Hofkirche beauftragt: Vision des heiligen Ignazius von Loyola (im rechten Seitenschiff) sowie Tod des heiligen Franz Xaver (im linken Seitenschiff), die beide 1945 verbrannten. Nachdem er vergeblich versucht hatte, sich bei Hof in Frankreich zu bewerben ging er 1756 nach Sankt Petersburg. Er wurde dort Hofmaler, nachdem er mit dem Gemälde der Zarin Elisabeth großen Erfolg hatte. Auch bei Peter III und Katharina II war er in Gunst – er porträtierte sie und sie kaufte später seine Porträtserien, die menschliche Leidenschaften darstellten (damit wurde er schon in Dresden bekannt), und schmückte damit einen Saal in Peterhof aus. Von Rotari stammen auch Porträtreihen von Frauen, Kindern und Männern aus dem russischen Volk und zahlreiche weitere Porträts von Personen der russischen Gesellschaft und des Hofes. 50 dieser Porträts von Frauen aus Russland übergab die Zarin Elisabeth der russischen Akademie der Künste und 360 waren im Kabinett der Moden und Grazien in Peterhof, und auch Katharina II kaufte weitere (sie erwarb für 14.000 Rubel den größten Teil von Rotaris Nachlass). Er malte auch eine wenige große historische Gemälde in Sankt Petersburg.
1762 wurde er nach Kurland gesandt, um die Malereien in den Schlössern von Mitau und Ruhental zu restaurieren. Er starb im August 1762 in Sankt Petersburg an einer verstopften Kolik, die er vergeblich versucht hatte selbst zu behandeln.
Er war einer der Lehrer des russischen Porträtmalers Fjodor Stepanowitsch Rokotow und von Alexei Petrowitsch Antropow.

## Galerie

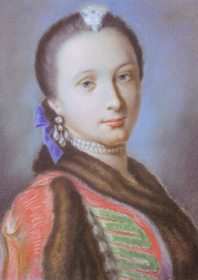
Prinzessin Galitzin, Pastell auf Karton
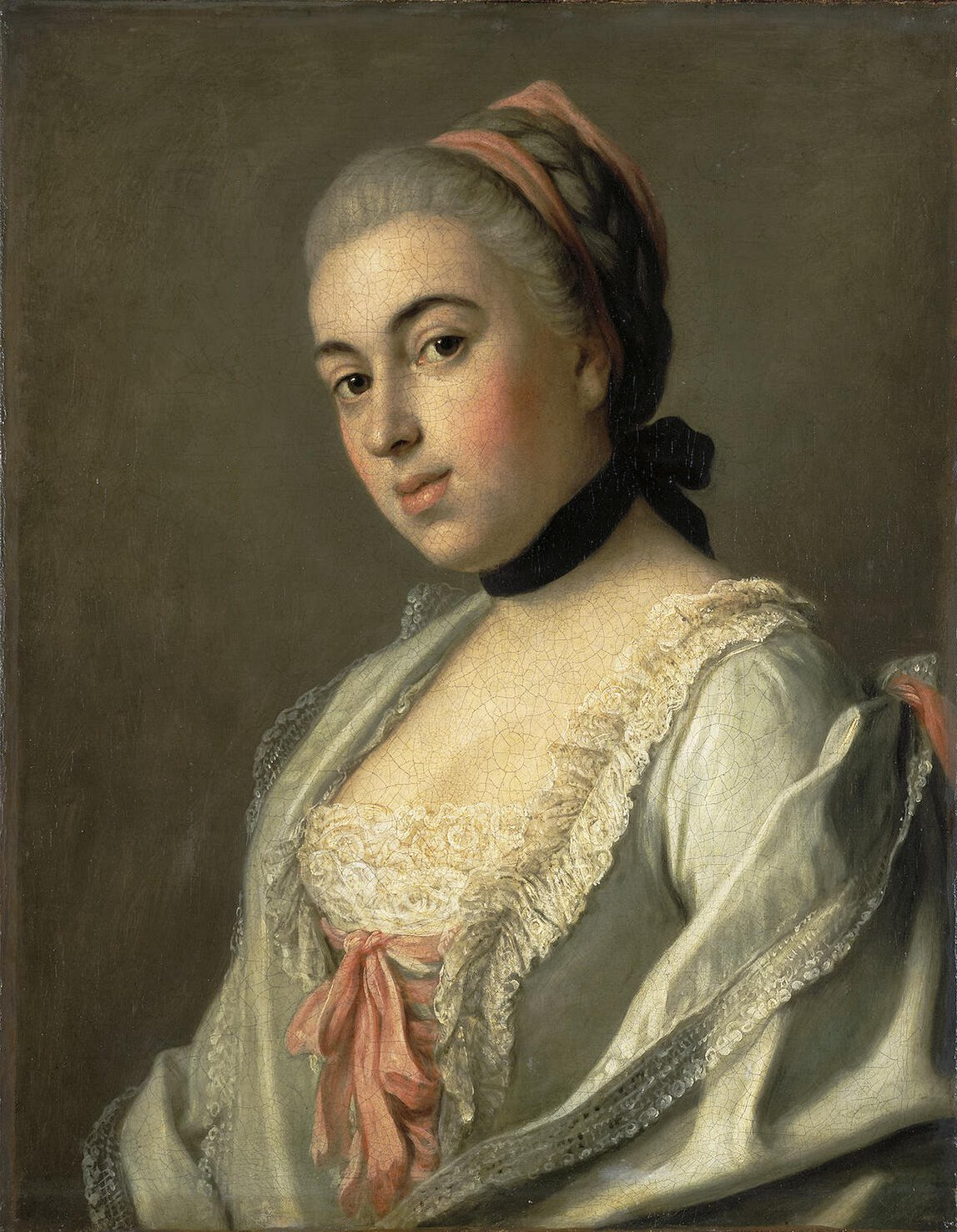
Gräfin Worontzowa, Eremitage
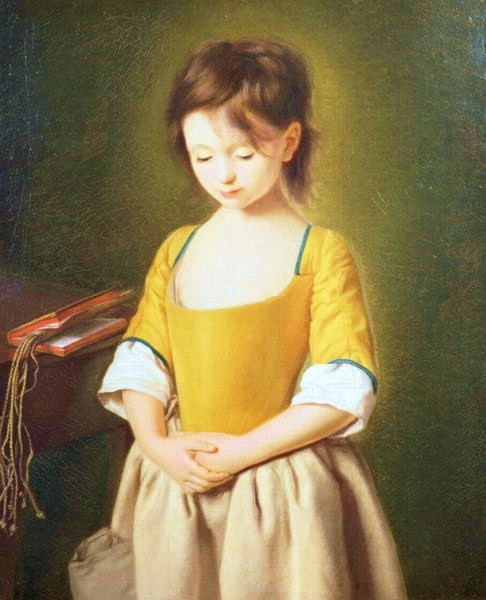
La Penitente (Die Büßerin)
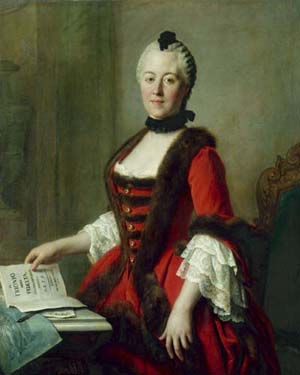
Maria Antonia Walpurgis
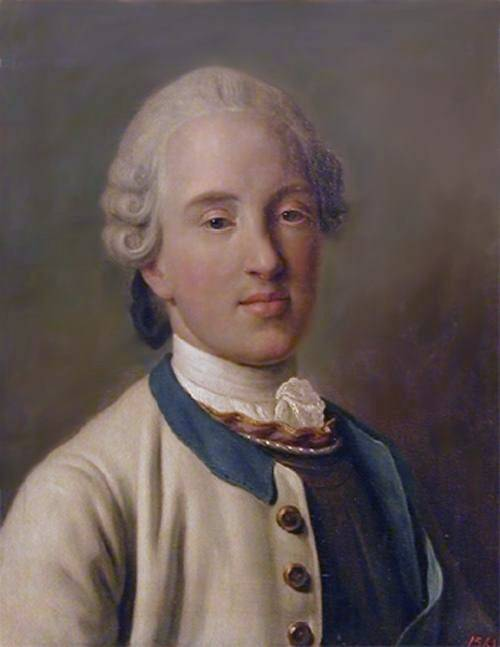
Sächsischer Prinz
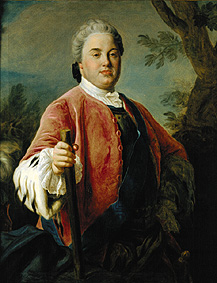
Friedrich Christian von Sachsen
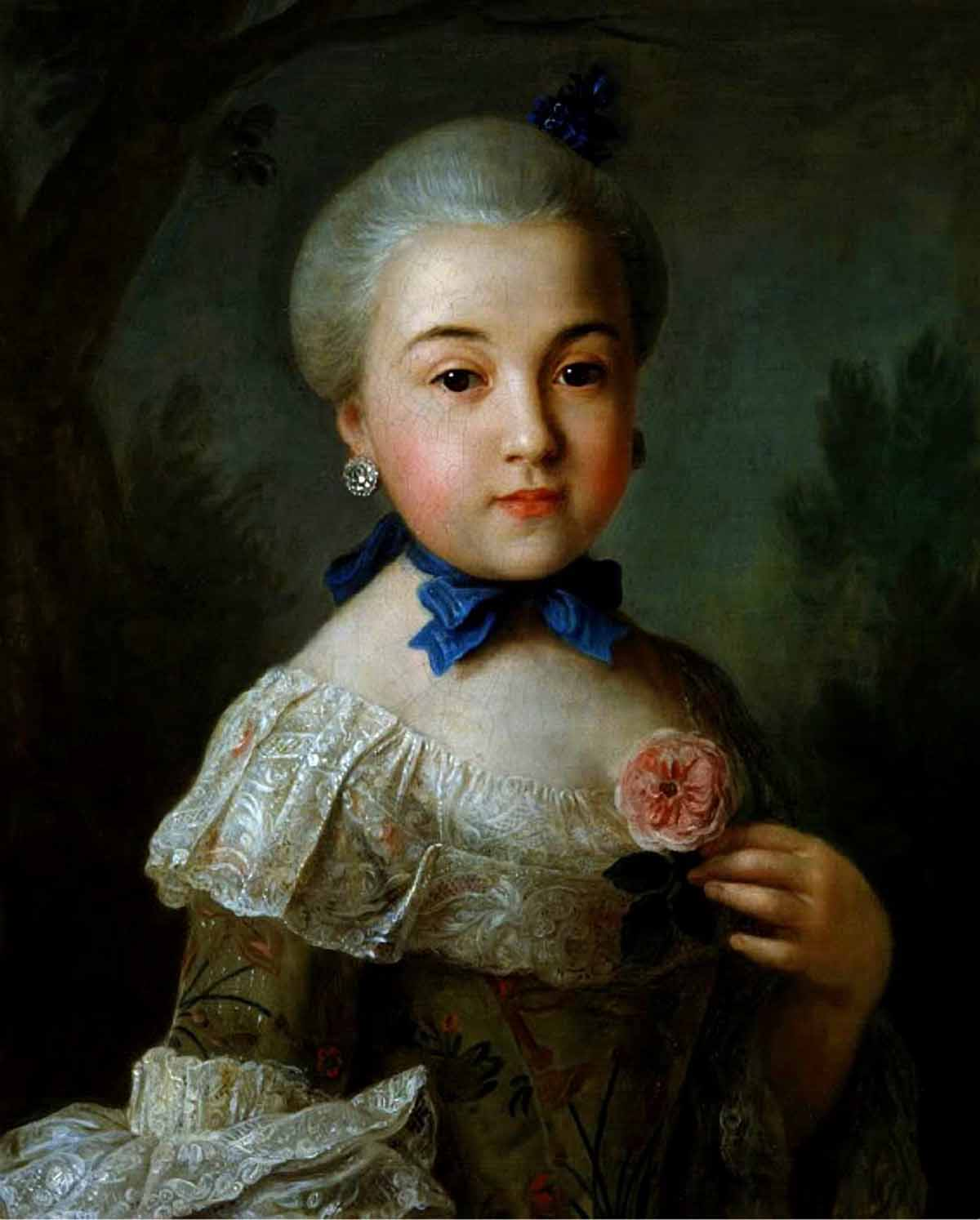
Barbara Petrowna Scheremetewa, 1760
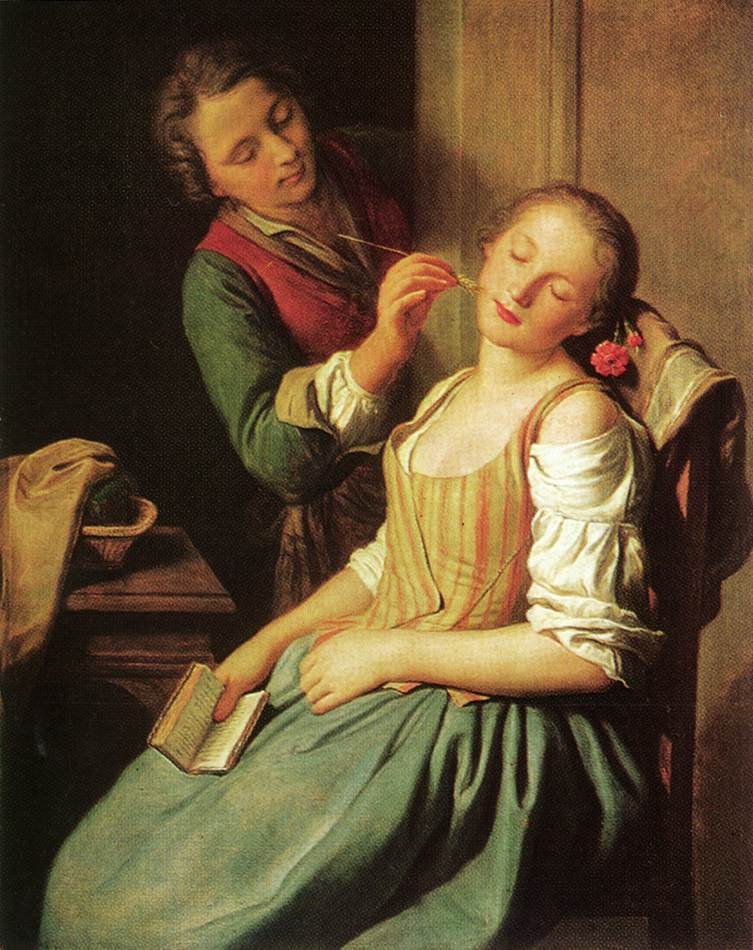
Schlafendes Mädchen

## Verweise
1. 1 2  Paolo Delorenzi: Rotari, Pietro Antonio. In: Raffaele Romanelli (Hrsg.): Dizionario Biografico degli Italiani (DBI). Band 88: Robusti–Roverella. Istituto della Enciclopedia Italiana, Rom 2017.
2. ↑  Lebensdaten auf einem Gedenkstein auf dem ehemaligen Familiensitz in Avesa, einem Stadtteil von Verona: “Qui nella pace della villa paterna temprava l’ingegno e la mano a opere leggiadre il pittore conte Pietro Rotari che in patria in Germania e in Russia mantenne la gloria dell’arte italiana Nato in Verona ai 4 ottobre 1707 – morto alla corte imperiale di Pietroburgo – ai 31 agosto 1762.”
3. ↑  Die italienischen Zeichnungen. Band 1, Bestandskatalog, Klassik Stiftung Weimar, Graphische Sammlung, Böhlau 2008, S. 266.
4. ↑  Der Kaiser schätzte ihn und ließ sein Porträt in einer Gemäldegalerie in Florenz aushängen, heute Uffizien: Selbstporträt von Rotari, Uffizien.
5. ↑  Harald Marx (Hrsg.): Gemäldegalerie Alte Meister Dresden. Band 1: Die ausgestellten Werke. 2. Auflage. 2006, ISBN 978-3-86560-005-9.
6. ↑  Jacob von Staehlin charakterisiert ihn bei seinem Erscheinen in Sankt Petersburg als einen „vortrefflichen Meister der Expression“
7. ↑  Alexander der Große und Roxane 1756, Eremitage.
8. ↑  Stählin nach Liebisch Von Dresden nach Sankt Petersburg. In: Billig u. a.: Bilder-Wechsel …. Köln 2009.

| Personendaten    | Personendaten                               |
| ---------------- | ------------------------------------------- |
| NAME             | Rotari, Pietro                              |
| ALTERNATIVNAMEN  | Rotari, Pietro Antonio (vollständiger Name) |
| KURZBESCHREIBUNG | italienischer Maler                         |
| GEBURTSDATUM     | 30. September 1707                          |
| GEBURTSORT       | Verona                                      |
| STERBEDATUM      | 31. August 1762                             |
| STERBEORT        | Sankt Petersburg                            |